# Varois-et-Chaignot
Varois-et-Chaignot – miejscowość i gmina we Francji, w regionie Burgundia-Franche-Comté, w departamencie Côte-d’Or.
Według danych na rok 1990 gminę zamieszkiwało 1717 osób, a gęstość zaludnienia wynosiła 170 osób/km² (wśród 2044 gmin Burgundii Varois-et-Chaignot plasuje się na 120. miejscu pod względem liczby ludności, natomiast pod względem powierzchni na miejscu 924.).